# Chrysosoma varivittatum
Chrysosoma varivittatum är en tvåvingeart som beskrevs av Charles Howard Curran 1925. Chrysosoma varivittatum ingår i släktet Chrysosoma och familjen styltflugor.
Artens utbredningsområde är Kongo. Inga underarter finns listade i Catalogue of Life.